# Thiên hoàng Junna
Thiên hoàng Thuần Hòa (淳和天皇 (Thuần Hòa Thiên hoàng) Junna-tennō, 786 – 11 tháng 6 năm 840) là Thiên hoàng thứ 53 của Nhật Bản theo danh sách truyền thống thứ tự kế thừa. Triều đại Junna trị vì từ kéo dài từ năm 823 đến 833.

## Tường thuật truyền thống
Ông là con trai thứ ba của Thiên hoàng Kanmu, em trai của hai Thiên hoàng tiền nhiệm là Heizei và Saga. Tên thật của ông là hoàng tử Otomo, dường như tên Otomo trùng tên với Thiên hoàng yểu mệnh Kōbun (671 - 672, ông này mang tên Otomo) mà lý do vì sao thì chưa rõ.
Năm 810, sau sự kiện Kosuko nhằm phục ngôi cho cựu hoàng Heizei, hoàng tử Otomo được Thiên hoàng Saga bầu làm Thái tử.

## Lên ngôi
Ngay sau khi anh trai là Thiên hoàng Saga vừa thoái vị, Otomo lên ngôi lấy hiệu là Thiên hoàng Junna vào ngày 30/5/823. Bắt chước vua tiền nhiệm, ông sử dụng lại niên hiệu trước đó là Konin (tháng 6/823 - tháng 1/824)
Đầu năm 823 (niên hiệu Konin thứ 10 thời Junna), Junna đề cử con trai của người anh - cựu Thiên hoàng Saga, là hoàng tử Masara làm người kế vị mình. 
Từ năm 823, vua Bột Hải Tuyên Vương của vương quốc Bột Hải đã nhiều lần cử sứ thần sang Nhật Bản nhằm thiết lập quan hệ ngoại giao cũng như các tuyến thương mại. Các sứ thần Bột Hải giành được sự công nhận thiện chí tại Nhật Bản mặc dù Nhật Bản có cảnh báo Bột Hải rằng cần hạn chế các phái đoàn vì chúng mang đến gánh nặng tiếp đón. Tuyến thương mại Bột Hải - Nhật Bản qua Biển Nhật Bản trở thành một trong những tuyến thương mại quan trọng nhất của Nhật Bản, khiến cho Bột Hải trở thành một trong những đối tác thương mại quan trọng nhất của Nhật Bản.
Sau khi dẹp xong hải tặc ở bờ biển tây nam Tân La (đời vua Tân La Hưng Đức Vương) năm 826, cộng với việc đang sở hữu một hạm đội tư nhân đáng gờm có trụ sở tại Thanh Hải trấn (Cheonghaejin) thuộc Tân La, Trương Bảo Cao đã gửi thư về kinh đô Kim Thành (Khánh Châu - Gyeongju) thỉnh cầu vua Tân La Hưng Đức Vương thành lập một đơn vị đồn trú hàng hải vĩnh viễn để bảo vệ các hoạt động buôn bán của người Tân La ở trên biển Hoàng Hải. Sau đó Trương Bảo Cao ở đảo Thanh Hải mở cứ điểm buôn bán, thiết lập mạng lưới mậu dịch giữa nhà Đường (đời vua Đường Kính Tông), Tân La (đời vua Tân La Hưng Đức Vương) và Nhật Bản. Mùa xuân năm 828 sau hai năm mở mạng lưới mậu dịch trên biển giữa nhà Đường (đời vua Đường Văn Tông), Tân La (đời vua Tân La Hưng Đức Vương) và Nhật Bản, Trương Bảo Cao đã phát triển Thanh Hải thành trung tâm thương mại lớn nhất Tân La. Tàu bè người Ba Tư, nước Đại Tùng quốc cũng cập bến Thanh Hải buôn bán giao thương với Trương Bảo Cao. Trương Bảo Cao luôn đóng thuế rất nhiều cho triều đình Tân La và đóng thuế luôn cho các thương đoàn hoạt động ở Thanh Hải. 
Tháng 4 năm 828, Trương Bảo Cao trở thành Đại sứ Thanh Hải trấn. Người Nhật Bản đến Thanh Hải trấn xin Trương Bảo Cao chỉ họ cách đóng tàu bè đi xa vì kỹ thuật đóng tàu của người Nhật Bản lúc này còn hạn chế. Trương Bảo Cao đưa thợ giỏi ở Thanh Hải dạy cho các thương thuyền Nhật Bản cách đóng tàu kiên cố, có thể đi xa từ Nhật Bản đến nhà Đường được. Từ đó về sau người Nhật dần biết cách đóng tàu chuyên nghiệp và mấy thế kỷ sau đưa tàu đi xâm lược lại bán đảo Triều Tiên (1592 - 1598).
Từ năm 830, vua Bột Hải Trang Tông của vương quốc Bột Hải tiến hành các hoạt động thương mại với Nhật Bản.
Đầu niên hiệu Tenchō thứ 10 của Thiên hoàng Junna (22/3/833), Thiên hoàng Junna tuyên bố thoái vị và con trai của người anh - cựu Thiên hoàng Saga, là hoàng tử Masara lên ngôi, lấy hiệu Thiên hoàng Ninmyō.
Ngày 11/6/840, cựu Thiên hoàng Junna qua đời ở tuổi 55. Sau cái chết của ông, quyền thần Fujiwara Yoshifusa bắt đầu chiến dịch vận động cho Montoku lên ngôi Thiên hoàng, chứ không phải hoàng tử Tsunesada trước đó đã được cựu Thiên hoàng đề cử lên ngôi. Sự kiện này đánh dấu gia tộc Fujiwara từng bước lên nắm quyền lực, khuynh đảo chính trường Nhật Bản.